# Bracon relec
Bracon relec är en stekelart som beskrevs av Papp 2003. Bracon relec ingår i släktet Bracon och familjen bracksteklar. Inga underarter finns listade.